# Coupe du monde de cyclo-cross 1999-2000
Navigation
1998-1999 2000-2001
La 7e édition de la coupe du monde de cyclo-cross s'est déroulée entre les mois de novembre 1999 et janvier 2000. Elle comprenait six manches disputées par les hommes. Le classement général a été remporté par le Belge Sven Nys.

## Résultats
| #  | Lieu       | Date        | Vainqueur       | Deuxième            | Troisième           |
| -- | ---------- | ----------- | --------------- | ------------------- | ------------------- |
| 1. | Safenwil   | 7 novembre  | Sven Nys        | Richard Groenendaal | Jiří Pospíšil       |
| 2. | Tábor      | 21 novembre | Mario De Clercq | Sven Nys            | Richard Groenendaal |
| 3. | Leudelange | 5 décembre  | Sven Nys        | Richard Groenendaal | Adrie van der Poel  |
| 4. | Kalmthout  | 19 décembre | Bart Wellens    | Sven Nys            | Adrie van der Poel  |
| 5. | Zeddam     | 2 janvier   | Mario De Clercq | Sven Nys            | Richard Groenendaal |
| 6. | Nommay     | 16 janvier  | Daniele Pontoni | Richard Groenendaal | Mario De Clercq     |

## Classement final
|    | Coureur             | Pays     | Pts |
| 1  | Sven Nys            | Belgique | 300 |
| 2  | Richard Groenendaal | Pays-Bas | 268 |
| 3  | Mario De Clercq     | Belgique | 245 |
| 4  | Adrie van der Poel  | Pays-Bas | 195 |
| 5  | Daniele Pontoni     | Italie   | 184 |
| 6  | Erwin Vervecken     | Belgique | 179 |
| 7  | Peter Van Santvliet | Belgique | 154 |
| 8  | Wim de Vos          | Pays-Bas | 148 |
| 9  | Petr Dlask          | Tchéquie | 146 |
| 10 | Ben Berden          | Belgique | 137 |